# Melanie Palenik
Melanie Palenik (Littleton, 1966) is een voormalig freestyleskiester uit de Verenigde Staten. Ze vertegenwoordigde haar vaderland op de demonstratie onderdelen aerials, moguls en acro tijdens de Olympische Winterspelen 1988 in Calgary, hierbij vielen geen olympische medailles te behalen.
Palenik is getrouwd met Canadees wereldkampioen en wereldbekerwinnaar freestyleskiën Chris Simboli.

## Resultaten

### Olympische Winterspelen
| Jaar | Plaats  | Resultaten                      |
| ---- | ------- | ------------------------------- |
| 1988 | Calgary | 1e Aerials# 6e Moguls# 6e Acro# |

# Demonstratie onderdeel waarbij geen olympische medailles werden toegekend.

### Wereldkampioenschappen
| Jaar | Plaats      | Resultaten                                   |
| ---- | ----------- | -------------------------------------------- |
| 1986 | Tignes      | 17e Aerials 10e Moguls                       |
| 1989 | Oberjoch    | Aerials · 10e Moguls · 10e Acro · Combinatie |
| 1991 | Lake Placid | 8e Moguls                                    |

### Wereldbeker
Eindklasseringen
| Seizoen   | Algemeen         | Aerials          | Moguls           | Acro             | Combinatie      |
| --------- | ---------------- | ---------------- | ---------------- | ---------------- | --------------- |
| 1984/1985 | 5e 13,00 punten  | 8e 34,00 punten  | 17e 12,00 punten | 16e 9,00 punten  | 5e 27,00 punten |
| 1985/1986 | 10e 11,00 punten | 10e 22,00 punten | 11e 13,00 punten | 21e 2,00 punten  | 6e 14,00 punten |
| 1986/1987 | · 19,00 punten   | 7e 43,00 punten  | 12e 21,00 punten | 14e 12,00 punten | · 39,00 punten  |
| 1987/1988 | · 21,00 punten   | 7e 52,00 punten  | 11e 38,00 punten | 15e 10,00 punten | · 46,00 punten  |
| 1988/1989 | · 25,00 punten   | · 75,00 punten   | 12e 24,00 punten | 10e 25,00 punten | · 52,00 punten  |

Wereldbekerzeges
| Datum           | Plaats       | Onderdeel  |
| --------------- | ------------ | ---------- |
| 24 januari 1988 | Breckenridge | Combinatie |
| 8 januari 1989  | Mont Gabriel | Combinatie |
| 15 januari 1989 | Lake Placid  | Aerials    |
| 29 januari 1989 | Breckenridge | Combinatie |
| 12 maart 1989   | Voss         | Combinatie |
| 18 maart 1989   | Åre          | Aerials    |